# Aimé Humbert-Droz
Pour les articles homonymes, voir Humbert-Droz.
Aimé Humbert-Droz, né à La Chaux-de-Fonds le 26 juin 1819 et mort à Neuchâtel le 19 septembre 1900, est un homme politique, pédagogue et voyageur suisse.

## Biographie
Né d’un père horloger Aimé-Louis Humbert et d'Emilie Droz, il entreprend des études de droit à Lausanne et Tübingen. En 1848, à la suite de la guerre civile du Sonderbund et de la révolution républicaine neuchâteloise, il devient secrétaire du nouveau gouvernement provisoire de Neuchâtel. Il épouse en 1843, Marie Muller, fille de Johann Ernst Muller, théologien, et de Julie Mayer. Membre de l’assemblée constituante, il est nommé Conseiller d’État chargé de l’Instruction publique. En 1854, il est élu aux Conseil des États où il siège jusqu’en 1862.
En novembre 1862, il est envoyé au Japon avec le rang de ministre plénipotentiaire. Le 6 février 1864, il signe avec le gouvernement shogounal des Tokugawa un traité d’amitié et de commerce. Le récit de son voyage, richement illustré (notamment de dessins d'Alfred Roussin), est publié à partir de 1866 dans la revue Le Tour du monde. Il s’agit d’un des premiers grands récits de voyage au Japon en français. Il compose une large collection d'artefacts décrivant la vie dans le Japon Bakumatsu. La collection contient notamment des photographies de Felice Beato et de nombreuses peintures et imprimés japonais. La collection est aujourd'hui possédée par le musée d'ethnographie de Neuchâtel.
En 1866, il refonde l’Académie de Neuchâtel dont il est le recteur jusqu’en 1873. Il continue d’y enseigner jusqu’en 1893.
Franc-maçon, il est le sixième grand-maître de la Grande Loge suisse Alpina de 1871 à 1874.

## Fonds d'archives
Les Archives de l’État de Neuchâtel conservent un fonds d'archives concernant les affaires menées par Aimé Humbert de 1852-1890. Ce fonds contient notamment des copies de lettres. Cette correspondance reflète son activité, ses séjours et voyages à l'étranger (en particulier au Japon) en lien entre autres avec l'horlogerie.